# Castelsagrat
Castelsagrat – miejscowość i gmina we Francji, w regionie Oksytania, w departamencie Tarn i Garonna.
Według danych na rok 1990 gminę zamieszkiwało 480 osób, a gęstość zaludnienia wynosiła 21 osób/km² (wśród 3020 gmin regionu Midi-Pireneje Castelsagrat plasuje się na 604. miejscu pod względem liczby ludności, natomiast pod względem powierzchni na miejscu 471.).